# Ictiosi
La ictiosi és una família de trastorn de la pell genètic caracteritzat per una pell seca, engrossida i escamosa. Els més de 20 tipus d'ictiosi varien en gravetat de símptomes, aspecte exterior, causa genètica subjacent i mode d'herència (p. ex., dominant, recessiu, autosòmica o enllaçada a l'X). La ictiosi prové del grec ἰχθύς ichthys, literalment "peix", ja que la pell seca i escamosa és la característica que defineix totes les formes d'ictiosi.
La gravetat dels símptomes pot variar enormement, des dels tipus més lleus i comuns, com la ictiosi vulgar, que es pot confondre amb la pell seca normal, fins a afeccions que amenacen la vida com la ictiosi de tipus arlequí. La ictiosi vulgar representa més del 95% dels casos.